# 马哈拉杰普尔
马哈拉杰普尔（Maharajpur），是印度中央邦查塔布爾縣的一个城镇。2001年总人口21,532。

## 人口
该地2001年总人口21,532人，其中男性11,351人，女性10,181人；0－6岁人口3,439人，其中男1,763人，女1,676人；识字率53.47%，其中男性为63.13%，女性为42.70%。